# Ježika
Ježika (lat. Echinophora), biljni rod iz porodice štitarki raširen od Mediterana do Srednje Azije i Pakistana, uključujući i Krim i Sjeverni Kavkaz.
Na popisu je 11 vrsta, poglavito trajnice, od kojih u Hrvatskoj raste samo jedna, trnovita ježika, E. spinosa.

## Vrste
1. Echinophora chrysantha Freyn & Sint.
2. Echinophora cinerea (Boiss.) Hedge & Lamond
3. Echinophora lamondiana Yildiz & Bahç.
4. Echinophora orientalis Hedge & Lamond
5. Echinophora platyloba DC.
6. Echinophora scabra Gilli
7. Echinophora sibthorpiana Guss.
8. Echinophora spinosa L.
9. Echinophora tenuifolia L.
10. Echinophora tournefortii Jaub. & Sp.
11. Echinophora trichophylla J.E.Sm.

## Sinonimi
- Chrysosciadium Tamamsch.; Grossh. Fl. Kavkaza 7: 24 (1967)
- Carpotheca Tamamsch.; Abstracts XII International Botanical Congress (Leningrad) 1: 107 (1975), without latin descr.

## Vanjske poveznice
|  | Zajednički poslužitelj ima još gradiva o temi Echinophora |
|  | Wikivrste imaju podatke o taksonu Echinophora             |